# Karl Lashley
Karl Spencer Lashley (* 7. Juni 1890 in Davis (West Virginia); † 7. August 1958 in Poitiers, Frankreich) war ein US-amerikanischer Psychologe aus der Schule des Behaviorismus. Er prägte die Begriffe Engramm und Äquipotenzialität.
Lashley studierte an der West Virginia University und in Pittsburgh und wurde 1914 an der Johns Hopkins University in Baltimore zum Ph.D. bei John B. Watson promoviert.
Später arbeitete er an der University of Minnesota, der University of Chicago und war ab 1935 an der Harvard University. 1942 wurde er Nachfolger von Robert Yerkes als Leiter der Yerkes Laboratories of Primate Biology in Orange Park, Florida.
1929 wurde er Präsident der American Psychological Association. 1930 wurde er in die National Academy of Sciences (NAS), 1932 in die American Academy of Arts and Sciences gewählt, 1951 zum auswärtigen Mitglied (Foreign Member) der Royal Society. 1943 erhielt er die Daniel Giraud Elliot Medal der NAS.
Nach ihm ist der Karl Spencer Lashley Award benannt.
Lashley starb 1958 überraschend während einer Ferienreise in Poitiers, Frankreich, im Alter von 68 Jahren.

## Werke
- 1923 The behavioristic interpretation of consciousness, in Psychological Review, Vol 30(4), Jul 1923, 237–272. ii. Psychological Review, Vol 30(5), Sep 1923, 329–353.
- 1929 Brain mechanisms and intelligence, University of Chicago Press.
- 1930 Basic neural mechanisms in behavior, Psychological Review, 37, 1–24.
- 1950 In search of the engram, Symposia of the Society for Experimental Biology, 4, 454–482.